# Livingston County (New York)
Livingston County je okres ve státě New York ve Spojených státech amerických. K roku 2010 zde žilo 65 393 obyvatel. Správním městem okresu je Geneseo. Celková rozloha okresu činí 1 658 km².